# 地震平点
地震平点是一种地震属性异常，在地震剖面（seismic profile）上表现为一層局部水平反射面穿过其他反射層面，水平反射面一般為氣水界面。在一傾斜的油氣儲層中，其上傾方向的含氣段声阻抗比下傾方向含水段声阻抗高。因此其氣水界面就造成水平的反射面。并且会与周围的倾角反射形成对比。